# Daniel Corbeil

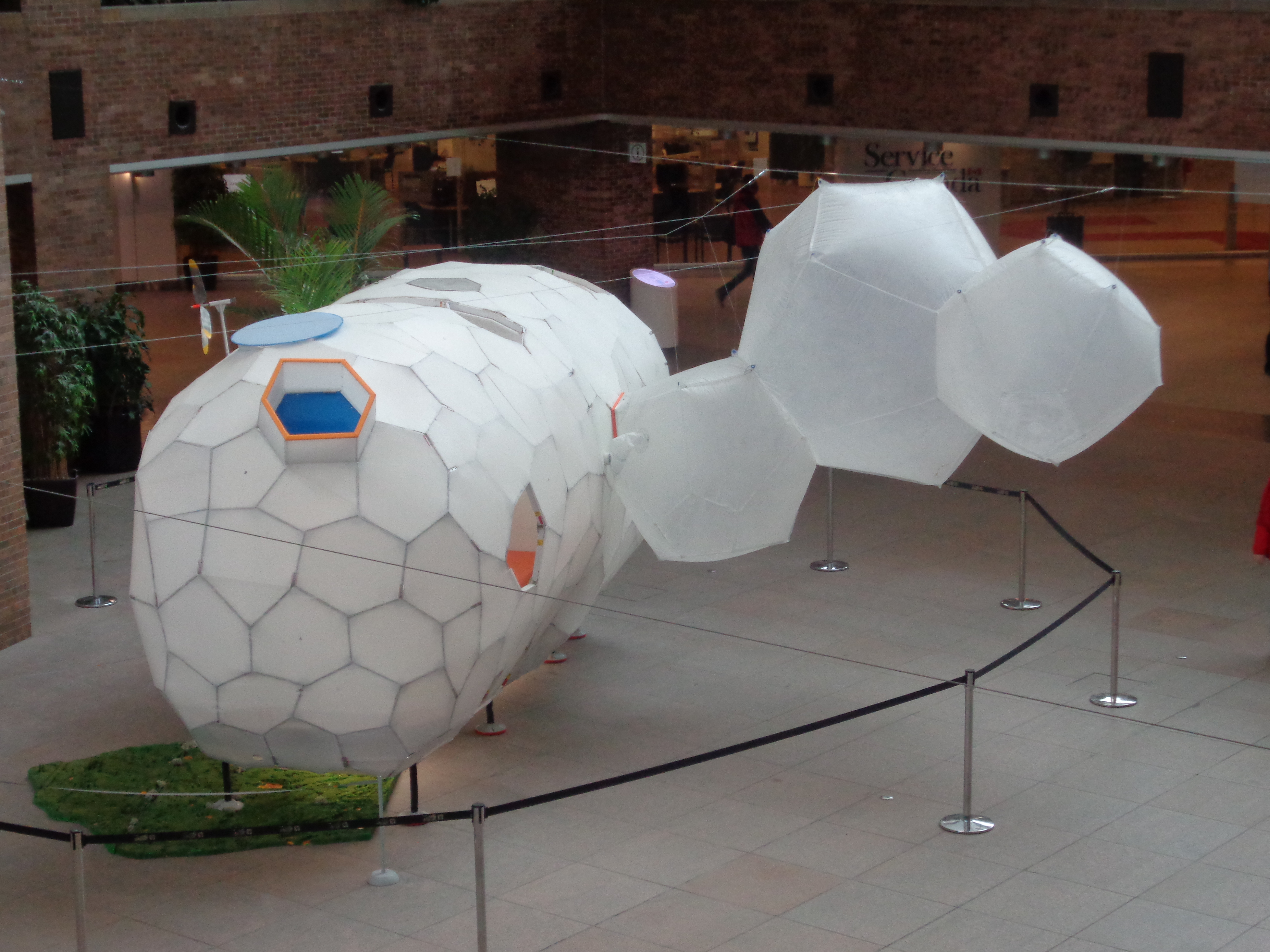
Module de survie, Daniel Corbeil, 2014-2018

Daniel Corbeil est un artiste plasticien québécois. Il est né et a grandi à Val-d’Or, dans la région d’Abitibi-Témiscamingue. Il vit et travaille entre Montréal et Saint-Alexis-des-Monts.

## Biographie
Il est diplômé d’une maîtrise en arts visuels de l’Université du Québec à Montréal. Il a enseigné les arts au Cégep du Vieux Montréal jusqu’en 2020.
Depuis le milieu des années 1990, il réalise et participe à de nombreuses expositions à travers le Canada et à l’international. Il fait plusieurs résidences d’artistes au Québec, notamment dans les centres 3e impérial , L’écart ou encore Sagamie. Certaines de ses œuvres font partie des collections de musées nationaux, il crée aussi des œuvres d’art public.
Grâce à ses œuvres Daniel Corbeil a obtenu à plusieurs reprises des bourses du CALQ, mais il est surtout le récipiendaire du prix Graff en 2007 et du prix du port de Montréal.
Ses sujets de prédilection s’orientent autour de l’écologie, il mêle dans ses créations des éléments pseudoscientifiques, des constructions alliant vie collective et développement durable. Il recherche à travers ses œuvres une forme d’utopie collective et durable. Les formes qu’il crée sont un mélange de structures technologiques et organiques, de ce fait, il utilise de nombreux et divers matériaux dans ses créations. Jean-Philippe Beaulieu évoque à propos de son œuvre que c'est « l'expression d'un art du simulacre ».

## Collections
- Musée national des beaux-arts du Québec[9]
- Musée d’art de Joliette[10]
- Musée des beaux-arts du Canada[11]
- Musée régional de Rimouski[12],
- Collection Loto-Québec[12]

## Expositions (sélection)

### Expositions solos
- 1998 : Balénoptère : simulacre technique, DeLeon White Gallery, Toronto, ON, Canada[13]
- 2000 : Topographies aériennes du Moyen-Nord, DeLeon White Gallery, Toronto, ON, Canada[14]
- 2002 : Nacelle en perspective, Expression, Centre d’exposition de Saint-Hyacinthe, Saint-Hyacinthe, QC, Canada[15]
- 2004 : Paysages sous effets de serre, Centre d’exposition Circa, Montréal, QC, Canada[16]
- 2005 : 
  - Laboratoire climatique : nouvelles expérimentations, Musée d’art contemporain des Laurentides, Saint-Jérôme, QC, Canada[7]
  - Machines volantes. Leurre et réalité, Musée régional de Rimouski, Rimouski, QC, Canada[17],[18]
- 2006 : Perspectives entre ciel et terre, Galerie Thérèse Dion Art contemporain, Montréal, QC, Canada[19]
- 2007 : Trajets aériens, Galerie d’art du Centre culturel de l’Université de Sherbrooke, Sherbrooke, QC, Canada[20]
- 2009 : Architectures-fictions, Galerie des arts visuels, Université Laval, Québec, QC, Canada[21]
- 2011 : Fragmented landscapes/Paysages morcelés, Gallery 101, Ottawa, ON, Canada[22]
- 2012 : Structures végétalisées : une utopie verte ? Maison de l’architecture du Québec, Montréal, QC, Canada[23]
- 2015 : Architectures pour le vivant, Centre d’exposition Plein Sud, Longueuil, QC, Canada[24]
- 2017 : De module à mobile, Musée d’art de Rouyn-Noranda, Rouyn-Noranda, QC, Canada[25]
- 2019 : Module de survie : une écofiction, Musée régional de Rimouski, Rimouski, QC, Canada, commissaire : Ève De Garie-Lamanque[26]. Maison des arts de Laval, Laval, QC, Canada[27].

### Expositions collectives
- 1998 : 
  - « Gothic », Château du Val-Freneuse, Sotteville-sous-le-val, Normande, France[28]
  - « Corps en mouvement : double vue », Musée d’art contemporain de Roskilde, Roskilde, Danemark[1]
- 2006 :
  - « Le temps du vertical et de l’horizontal », Biennale nationale de sculpture contemporaine, Galerie d’art du Parc, Trois-Rivières, QC, Canada[29],[30]
  - « Utopies à vendre », Galerie Circa, Montréal, QC, Canada[31]
- 2010 : « Petites histoires de compagnonnage », Maison de la culture Notre-Dame-de-Grâce, Montréal, QC, Canada[32]
- 2013 : 
  - « Et si les robots mangeaient des pommes ? » Maison des arts de Laval, Laval, QC, Canada[33]
  - « Débordements autour d’une œuvre de la collection du Musée de Lachine », Musée de Lachine, commissaires : Jocelyne Connolly et Serge Fisette[34]
- 2016 : « Futurs Imaginés », Galerie d’art Stewart Hall, Pointe-Claire, QC, Canada, commissaire Manel Benchabane[35]
- 2019 : « Si petits entre les étoiles, si grands contre le ciel », Manif d’art 9 – La Biennale de Québec, Québec, QC, Canada, commissaire Jonathan Watkins[36]
- 2020 : 
  - « Émergences et convergences », Centre Phi, Montréal, QC, Canada, commissaire Cheryl Sim[37]
  - « Reset », Festival Art Souterrain, Montréal, QC, Canada, commissaire Marie Perrault[38]

### Art Public
Corbeil a créé six œuvres d’art public dans la région d’Abitibi-Témiscamingue, sa région d’origine dont :
- Sentinelle nordique, Maison de la culture d’Amos, Amos, QC, Canada
- Réseaux tourbillonnaires, C.L.S.C. Le Partage des Eaux, Rouyn-Noranda, QC, Canada

Plusieurs autres de ses œuvres sont visibles dans différentes régions du Québec, dont :
- Cabinet de curiosités, Hôpital St-Justine, Montréal, QC, Canada[40]